# Oscar Ustari
Oscar Alfredo Ustari (América, Buenos Aires, 3 de julio de 1986) es un futbolista argentino que se desempeña como arquero. Actualmente juega en Inter de Miami de la Major League Soccer de Estados Unidos.

## Trayectoria

### Independiente
Fue fichado por Club Atlético Independiente, donde hizo las divisiones inferiores. Recibió entrenamiento por parte del entonces entrenador de arqueros del club Pepe Santoro. El fallecimiento de los también arqueros juveniles Lucas Molina y Emiliano Molina aceleró dramáticamente su ascenso dentro del equipo.
En 2003 fue el arquero titular de la Selección Argentina Sub-17 que se coronó campeona en el Campeonato Sudamericano Sub-17 de 2003 en Bolivia.
Habiendo jugado y ganado el Mundial de Fútbol Juvenil 2005 en Países Bajos, tenía el aval de la Comisión Directiva para debutar en Primera División de Argentina para el inicio del Torneo Apertura 2005 tras el alejamiento de Carlos Navarro Montoya. En el equipo entonces brillaba uno de sus compañeros de selección, Sergio Agüero.
Sin embargo, por pedido expreso del director técnico Julio César Falcioni, se contrató a Bernardo Leyenda, proveniente del Club Atlético Banfield. El entrenador se inclinó por la titularidad de éste durante las primeras nueve fechas, quedando Ustari relegado al banco de suplentes, pero la hinchada siempre pidió que ataje Ustari. Finalmente, Ustari debutó el 5 de octubre de 2005 frente a Newell's Old Boys, cumpliendo una buena actuación en un partido que terminó con un resultado favorable de dos por cero para los Rojos de Avellaneda.
Ustari continúo como titular indiscutido del equipo por tres torneos más, bajo las conducciones técnicas de Jorge Burruchaga y Miguel Ángel Santoro, su antiguo entrenador.
En mayo de 2006 fue convocado por José Pekerman para integrar la Selección Nacional en vistas al Mundial de Alemania 2006. Junto a él estaban Roberto Abbondanzieri y Leonardo Franco, desplazando al arquero de Independiente como tercer posibilidad bajo los tres palos. Osky se integró al plantel con la camiseta número 23, pero no jugó ningún partido.
El 10 de junio de 2007, cuando su partida ya se reputaba inminente, hizo su primer y hasta ahora único gol en su carrera profesional, venciendo al arquero Palos, de Quilmes, en un tiro penal. Jugó su último partido en Independiente contra Gimnasia y Esgrima de Jujuy el 16 de junio de 2007, que finalizó en un nuevo triunfo para los de Avellaneda por 3-1. Oscar había sido convocado por Alfio Basile para integrar el plantel de la Selección Argentina para la Copa América 2007, pero le permitió jugar este último partido y despedirse de su gente. La experiencia no salió del todo bien, pues Ustari abandonó el campo de juego con una lesión que le impidió integrarse a la Selección, siendo reemplazado por Agustín Orión del Club Atlético San Lorenzo de Almagro.
El 11 de julio de 2007 fue transferido al Getafe CF de España por 8 millones de euros, cifra ésta que no solo es poco común que se abone en transferencias de jugadores que ocupen el puesto de arquero, sino que además es el arquero más caro de la historia del fútbol argentino.

### Getafe
Habiendo sido presentado oficialmente el 12 de julio, Ustari se integró a las prácticas de pretemporada del Getafe CF. Desde su llegada a la Liga española 2007/2008 fue el portero suplente del equipo. Por una lesión de Abondanzieri, Ustari finalmente debutó el miércoles 26 de septiembre de 2007 en el partido que por la quinta jornada Valencia le ganó a Getafe por 2-1. Desde entonces, ha alternado en el arco. En los partidos de Copa del Rey, tiende a jugar de titular. En los de La Liga y UEFA, ha sido suplente de Abbondanzieri hasta el 2009 y, desde entonces, de Jordi Codina hasta 2010 cuando de transforma en el portero titular.
En un entrenamiento con la selección, se lesiona del ligamento cruzado anterior de la rodilla derecha, dejándolo fuera de los terrenos de juego 6 meses, y sin poder jugar la Copa América.
El 17 de julio de 2012 llega a un acuerdo con el Getafe Club de Fútbol para la rescisión del contrato y la desvinculación del club. La fatalidad de las lesiones de larga duración no le ofrecieron la suficiente continuidad en su periplo por el club azulón.

### Boca Juniors
Tras rescindir con el club español y luego de varios idas y vueltas, el 25 de julio de 2012, el arquero ex Independiente y Getafe se dio el gusto de jugar y se convirtió en el primer refuerzo del Club Atlético Boca Juniors, arregló su llegada a préstamo por 1 año para encarar el Torneo Inicial 2012/2013 del fútbol argentino. Tras la lesión de Agustín Orión, quien poseía la titularidad en el arco Xeneize, Oscar Ustari será el nuevo arquero titular del conjunto dirigido por Julio César Falcioni. En su partido debut con la camiseta del club, su equipo perdió de visitante por 3 a 0 con Quilmes, teniendo una pésima actuación. El 8 de agosto de 2012 se consagra campeón de la Copa Argentina 2012 ganando con Boca Juniors por 2 a 1 ante Racing Club. El 16 de septiembre de 2012 festejo los goles de Boca en la victoria 2-1 sobre Independiente dejando en claro que su vínculo con el club que lo formó estaba terminado.

### UD Almería
Luego de finalizar su préstamo en Boca y rechazar una posible vuelta a Independiente. El 18 de julio de 2013 ficha por la Unión Deportiva Almería firmando por 2 años de contrato. Aunque llegó al Almería como uno de los más grandes fichajes del equipo para afrontar su retorno a primera división, no disputó ningún partido de liga debido al buen rendimiento de Esteban Suárez que jugó las 19 fechas de la primera vuelta de la liga española relegando a Ustari a jugar en la Copa del Rey. En dicho torneo, jugó los 4 partidos que el Almería disputó hasta su eliminación (llegaron hasta los octavos de final de la copa) lo que ocasionó que no tuviera más participación en el equipo. A raíz de ello, el 20 de enero de 2014 se reunió con el cuerpo técnico y los directivos del equipo para acordar una cesión por lo que restaba de la temporada o la rescisión definitiva del contrato, ese mismo día en un comunicado oficial del club, el presidente el Almería Alfonso García Gabarrón anunció que debido a la profesionalidad con la que Oscar manejó la situación se le dio la carta de libertad después de que el club iniciase las negociaciones con Julián Custa (portero del Sevilla). Luego de saberse su situación, el Peñarol de Uruguay (que le ofrecía minutos jugando la Copa Libertadores 2014) y el Sunderland de Inglaterra (dirigido por el uruguayo Gustavo Poyet) insistieron en su fichaje.

### Sunderland A.F.C.
El 21 de enero de 2014 (1 día después de rescindir con el Almería) firmó con el Sunderland A.F.C. de Inglaterra por un año y medio. Entre las razones que Oscar manifestó para escoger Inglaterra fueron sus deseos de ser convocado para el Mundial del 2014 debido a que él había sido parte del proceso que llevó a la selección de Argentina al Mundial y que en Inglaterra encontraría la regularidad y reconocimiento para integrar la selección "Albiceleste". Juega su primer partido con el Sunderland el 25 de enero frente al Kidderminster Harriers por la cuarta ronda de la FA Cup, previamente había sido convocado para integrar los 18 jugadores que integraron la convocatoria por las semifinales de la Copa de la Liga en la cual su equipo venció 2 a 1 en los penales al Manchester United.

### Newell´s Old Boys
El 30 de junio se hace oficial su fichaje para jugar en Newell's Old Boys a préstamo por un año y medio. Debutó en "La lepra" frente a su ex-club Boca Juniors en la victoria por 1-0.

### Atlas de Guadalajara
El 14 de diciembre de 2015 llega a México para cerrar su fichaje con los "Rojinegros".
Debutó el sábado 30 de enero de 2016 en un partido frente los Pumas de la UNAM correspondiente a la jornada 4 del Torneo Clausura 2016, ganándose la titularidad después de atajarle un penal a Eduardo Herrera. Al final el partido quedó 1-1.
Para la temporada 2016, siendo la  del "Centenario Rojinegro" disputó 16 de 17 partidos vistiendo la camisa rojinegra.
El 12 de diciembre de 2016 Oscar renovó por un año más con la institución rojinegra.
Fue el segundo capitán del conjunto rojinegro después de Rafael Márquez.
El 1 de noviembre de 2017, en un partido contra Tigres, sufre una rotura del tendón rotuliano de la pierna izquierda en el minuto 83.
En julio de 2018 anuncia su salida de club rojinegro.

### Liverpool de Montevideo
El 3 de julio de 2019 se anunció su fichaje por el Liverpool uruguayo.
El 13 de julio de 2019 realizó su debut durante el triunfo a domicilio de 2-0 sobre Cerro.

### Pachuca
El 17 de enero de 2020 regresó al fútbol mexicano con Pachuca, como pedido expreso de Paulo Pezzolano.
Su segunda etapa en el fútbol azteca fue más exitosa, en el 2022 disputó con los tuzos las finales de los torneos Clausura y Apertura del mismo año, la primera la perdió contra su ex equipo Atlas FC y en la segunda su equipo resultó vencedor contra el Deportivo Toluca. 

### Audax Italiano
Llegó a Chile, en simples palabras, malísimo, cero aporte, nadie se acuerda de él.

### Inter Miami
El 9 de septiembre de 2024 fichó por el equipo Estadounidense, el 5 de octubre de ese mismo año debutó en el equipo. El 14 de junio de 2025 debutaría como titular en el Mundial de Clubes donde atajaría un penal en el primer partido contra el Al ahly. Ese partido terminaría 0 a 0 con muy buenas actuaciones suyas, donde pasaría a octavos del torneo, siendo un hecho histórico para su equipo. El también, con un gran nivel.

## Selección nacional

### Selección Sub-17
En 2003 fue un arquero que no disputó ningún encuentro con la selección sub-17 de Argentina, la cual se consagró campeona en el Campeonato Sudamericano Sub-17 de Bolivia 2003. Posteriormente, tuvo participación en la Copa Mundial Sub-17 de 2003.

### Selección Sub-20
Oscar Ustari fue el arquero titular de la selección sub-20 de Argentina que se coronó campeón en el Mundial de Fútbol Juvenil 2005 en los Países Bajos. Su actuación en el arco fue magistral, siendo alabado por la prensa deportiva en general y admirado por todos los simpatizantes argentinos.

### Selección mayor
Ustari fue convocado como uno de los tres arqueros para disputar la Copa Mundial de 2006 en Alemania, donde no intervino en ningún encuentro. La Selección Nacional fue eliminada en cuartos de final. También fue convocado para la Copa América 2007, pero quedó desafectado por una lesión.
Finalmente, debutó en el arco de la Selección Mayor el 22 de agosto de 2007, en un amistoso que finalizó en derrota 2-1 frente a Noruega.
Ahora, en el cambio de seleccionador nacional, Sergio Batista, anterior seleccionador para los juegos olímpicos de Pekín 2008, vuelve a convocar para el seleccionado una vez más a Ustari, esta vez como segundo portero, junto a Mariano Andújar y Sergio Romero.
En septiembre de 2012 vuelve a ser convocado a la Selección por Alejandro Sabella para disputar el Superclásico de las Américas de 2012 contra Brasil.

### Participaciones en Copas del Mundo
| Mundial              | Sede     | Resultado        |
| -------------------- | -------- | ---------------- |
| Copa Mundial de 2006 | Alemania | Cuartos de final |

### Participaciones en Juveniles
| Copa                     | Sede         | Resultado     |
| ------------------------ | ------------ | ------------- |
| Copa Mundial Sub-17 2003 | Finlandia    | Tercer puesto |
| Copa Mundial Sub-20 2005 | Países Bajos | Campeón       |

### Participaciones en Juegos Olímpicos
| JJ. OO.                        | Sede  | Resultado      |
| ------------------------------ | ----- | -------------- |
| Juegos Olímpicos de Pekín 2008 | Pekín | Medalla de oro |

## Estadísticas

### Clubes
- Datos actualizados al 4 de julio de 2025

| Club                              | Div.          | Temporada     | Liga  | Liga  | Liga   | Copas nacionales | Copas nacionales | Copas nacionales | Copas internacionales | Copas internacionales | Copas internacionales | Total | Total | Total  |
| Club                              | Div.          | Temporada     | Part. | Goles | P.Inv. | Part.            | Goles            | P.Inv.           | Part.                 | Goles                 | P.Inv.                | Part. | Goles | P.Inv. |
| --------------------------------- | ------------- | ------------- | ----- | ----- | ------ | ---------------- | ---------------- | ---------------- | --------------------- | --------------------- | --------------------- | ----- | ----- | ------ |
| C. A. Independiente Argentina     | 1.ª           | 2005-06       | 28    | -27   | 12     | —                | —                | —                | —                     | —                     | —                     | 28    | -27   | 12     |
| C. A. Independiente Argentina     | 1.ª           | 2006-07       | 35    | -47   | 9      | —                | —                | —                | —                     | —                     | —                     | 35    | -47   | 9      |
| C. A. Independiente Argentina     | Total club    | Total club    | 63    | -74   | 21     | —                | —                | —                | —                     | —                     | —                     | 63    | -74   | 21     |
| Getafe C. F. · España             | 1.ª           | 2007-08       | 4     | -6    | 1      | 8                | -7               | 4                | 5                     | -5                    | 1                     | 17    | -18   | 6      |
| Getafe C. F. · España             | 1.ª           | 2008-09       | 5     | -3    | 2      | —                | —                | —                | —                     | —                     | —                     | 5     | -3    | 2      |
| Getafe C. F. · España             | 1.ª           | 2009-10       | 16    | -24   | 4      | 5                | -5               | 1                | —                     | —                     | —                     | 21    | -29   | 5      |
| Getafe C. F. · España             | 1.ª           | 2010-11       | 16    | -27   | 4      | 4                | -5               | 1                | 7                     | -8                    | 2                     | 27    | -40   | 7      |
| Getafe C. F. · España             | 1.ª           | 2011-12       | 0     | 0     | 0      | —                | —                | —                | —                     | —                     | —                     | 0     | 0     | 0      |
| Getafe C. F. · España             | Total club    | Total club    | 41    | -60   | 11     | 17               | -17              | 6                | 12                    | -13                   | 6                     | 70    | -90   | 20     |
| C. A. Boca Juniors Argentina      | 1.ª           | 2012-13       | 12    | -20   | 2      | 3                | -1               | 2                | 1                     | 0                     | 1                     | 16    | -21   | 5      |
| C. A. Boca Juniors Argentina      | Total club    | Total club    | 12    | -20   | 2      | 3                | -1               | 2                | 1                     | 0                     | 1                     | 16    | -21   | 5      |
| U. D. Almería · España            | 1.ª           | 2013-14       | 0     | 0     | 0      | 4                | -4               | 1                | —                     | —                     | —                     | 4     | -4    | 1      |
| U. D. Almería · España            | Total club    | Total club    | 0     | 0     | 0      | 4                | -4               | 1                | —                     | —                     | —                     | 4     | -4    | 1      |
| Sunderland A. F. C. Inglaterra    | 1.ª           | 2013-14       | 0     | 0     | 0      | 3                | -3               | 2                | —                     | —                     | —                     | 3     | -3    | 2      |
| Sunderland A. F. C. Inglaterra    | Total club    | Total club    | 0     | 0     | 0      | 3                | -3               | 2                | —                     | —                     | —                     | 3     | -3    | 2      |
| C. A. Newell's Old Boys Argentina | 1.ª           | 2014          | 19    | -23   | 6      | —                | —                | —                | —                     | —                     | —                     | 19    | -23   | 6      |
| C. A. Newell's Old Boys Argentina | 1.ª           | 2015          | 17    | -16   | 8      | —                | —                | —                | —                     | —                     | —                     | 17    | -16   | 8      |
| C. A. Newell's Old Boys Argentina | Total club    | Total club    | 36    | -39   | 14     | —                | —                | —                | —                     | —                     | —                     | 36    | -39   | 14     |
| Atlas F. C. · México              | 1.ª           | 2016          | 11    | -20   | 1      | 1                | 0                | 1                | —                     | —                     | —                     | 12    | -20   | 2      |
| Atlas F. C. · México              | 1.ª           | 2016-17       | 24    | -31   | 5      | —                | —                | —                | —                     | —                     | —                     | 24    | -31   | 5      |
| Atlas F. C. · México              | 1.ª           | 2017-18       | 7     | -5    | 3      | 2                | -3               | 0                | —                     | —                     | —                     | 9     | -8    | 3      |
| Atlas F. C. · México              | Total club    | Total club    | 42    | -56   | 9      | 3                | -3               | 1                | —                     | —                     | —                     | 45    | -59   | 10     |
| Liverpool F. C. · Uruguay         | 1.ª           | 2019          | 18    | -15   | 8      | —                | —                | —                | —                     | —                     | —                     | 18    | -15   | 8      |
| Liverpool F. C. · Uruguay         | Total club    | Total club    | 18    | -15   | 8      | —                | —                | —                | —                     | —                     | —                     | 18    | -15   | 8      |
| C. F. Pachuca · México            | 1.ª           | 2020          | 5     | -4    | 3      | 1                | -2               | 0                | —                     | —                     | —                     | 6     | -6    | 3      |
| C. F. Pachuca · México            | 1.ª           | 2020-21       | 40    | -41   | 13     | —                | —                | —                | —                     | —                     | —                     | 40    | -41   | 13     |
| C. F. Pachuca · México            | 1.ª           | 2021-22       | 38    | -42   | 11     | —                | —                | —                | —                     | —                     | —                     | 38    | -42   | 11     |
| C. F. Pachuca · México            | 1.ª           | 2022-23       | 38    | -44   | 12     | 1                | -2               | 0                | 2                     | -1                    | 1                     | 41    | -47   | 13     |
| C. F. Pachuca · México            | 1.ª           | 2023          | 3     | -6    | 0      | —                | —                | —                | —                     | —                     | —                     | 3     | -6    | 0      |
| C. F. Pachuca · México            | Total club    | Total club    | 124   | -137  | 39     | 2                | -4               | 0                | 2                     | -1                    | 1                     | 128   | -142  | 40     |
| Audax Italiano · Chile            | 1.ª           | 2024          | 13    | -18   | 5      | —                | —                | —                | —                     | —                     | —                     | 13    | -18   | 5      |
| Audax Italiano · Chile            | Total club    | Total club    | 13    | -18   | 5      | —                | —                | —                | —                     | —                     | —                     | 13    | -18   | 5      |
| Inter de Miami Estados Unidos     | 1.ª           | 2024          | 1     | 0     | 1      | —                | —                | —                | —                     | —                     | —                     | 1     | 0     | 1      |
| Inter de Miami Estados Unidos     | 1.ª           | 2025          | 15    | -22   | 4      | —                | —                | —                | 12                    | -15                   | 4                     | 27    | -37   | 8      |
| Inter de Miami Estados Unidos     | Total club    | Total club    | 16    | -22   | 5      | —                | —                | —                | 12                    | -15                   | 4                     | 28    | -37   | 9      |
| Total carrera                     | Total carrera | Total carrera | 363   | -441  | 114    | 32               | -32              | 12               | 27                    | -29                   | 12                    | 422   | -502  | 138    |

### Selección
| Selección | Año             | Amistosos | Amistosos | Amistosos | Sudamérica1 | Sudamérica1 | Sudamérica1 | Mundial2 | Mundial2 | Mundial2 | Total | Total | Total |
| Selección | Año             | PJ        | GR        | Imb.      | PJ          | GR          | Imb.        | PJ       | GR       | Imb.     | PJ    | GR    | Imb.  |
| --- | --------------- | --------- | --------- | --------- | ----------- | ----------- | ----------- | -------- | -------- | -------- | ----- | ----- | ----- |
| Sub-17 Argentina | 2003            | —         | —         | —         | —           | —           | —           | 6        | -4       | 4        | 6     | -4    | 4     |
| Sub-17 Argentina | Total           | 0         | 0         | 0         | 0           | 0           | 0           | 6        | -4       | 4        | 6     | -4    | 4     |
| Sub-20 Argentina | 2004            | 1         | -1        | 0         | —           | —           | —           | —        | —        | —        | 1     | -1    | 0     |
| Sub-20 Argentina | 2005            | —         | —         | —         | —           | —           | —           | 7        | -5       | 2        | 7     | -5    | 2     |
| Sub-20 Argentina | Total           | 1         | -1        | 0         | 0           | 0           | 0           | 7        | -5       | 2        | 8     | -6    | 2     |
| Sub-23 Argentina | 2008            | —         | —         | —         | —           | —           | —           | 3        | -2       | 1        | 3     | -2    | 1     |
| Sub-23 Argentina | Total           | 0         | 0         | 0         | 0           | 0           | 0           | 3        | -2       | 1        | 3     | -2    | 1     |
| Absoluta Argentina | 2006            | 0         | 0         | 0         | —           | —           | —           | 0        | 0        | 0        | 0     | 0     | 0     |
| Absoluta Argentina | 2007            | 1         | -2        | 0         | —           | —           | —           | —        | —        | —        | 1     | -2    | 0     |
| Absoluta Argentina | 2012            | 1         | -2        | 0         | —           | —           | —           | —        | —        | —        | 1     | -2    | 0     |
| Absoluta Argentina | Total           | 2         | -4        | 0         | 0           | 0           | 0           | 0        | 0        | 0        | 2     | -4    | 0     |
| Total Selección | Total Selección | 3         | -5        | 0         | 0           | 0           | 0           | 16       | -11      | 7        | 19    | -16   | 7     |
| (1) Sin Participaciones. (2) Incluye los partidos de: Copa Mundial Sub-17 (2003)/Copa Mundial Sub-20 (2005)/Juegos Olímpicos (2008). |                 |           |           |           |             |             |             |          |          |          |       |       |       |

## Palmarés

### Campeonatos nacionales
| Título            | Equipo             | País           | Año  |
| ----------------- | ------------------ | -------------- | ---- |
| Copa Argentina    | C. A. Boca Juniors | Argentina      | 2012 |
| Torneo Intermedio | Liverpool F. C.    | Uruguay        | 2019 |
| Primera División  | C. F. Pachuca      | México         | 2022 |
| Supporters´Shield | Inter de Miami     | Estados Unidos | 2024 |

### Campeonatos internacionales
| Título              | Equipo                          | Sede         | Año  |
| ------------------- | ------------------------------- | ------------ | ---- |
| Sudamericano Sub-17 | Selección de Argentina Sub-17   | Bolivia      | 2003 |
| Copa Mundial Sub-20 | Selección de Argentina Sub-20   | Países Bajos | 2005 |
| Juegos Olímpicos    | Selección olímpica de Argentina | Pekín        | 2008 |

### Distinciones individuales
| Distinción                                                         | Año  |
| ------------------------------------------------------------------ | ---- |
| Jugador del partido vs Al Ahly - Copa Mundial de Clubes de la FIFA | 2025 |